# Byathahalli, Mysore
Byathahalli là một làng thuộc tehsil Mysore, huyện Mysore, bang Karnataka, Ấn Độ.